# Anchastus discoidalis
Anchastus discoidalis is een keversoort uit de familie kniptorren (Elateridae). De wetenschappelijke naam van de soort werd in 1900 gepubliceerd door Charles Owen Waterhouse.